# 魏景星
魏景星（1484年—？年），字文瑞，南直隶宁国府宣城縣人，明朝政治人物。

## 生平
治《易經》，行五，由國子生中式丙子科（1516年）應天府鄉試第七十九名舉人，年四十歲中式嘉靖二年（1523年）癸未科會試第三百四十二名，第三甲第二百十五名進士。授安福县知县，官至兵部车驾司郎中。

## 家族
曾祖魏彦婉。祖父魏芝民。父魏士奇，知县。母谢氏。永感下。兄景奎、景阳、景全、景洪。